# O’Leary Peak
Der O’Leary Peak ist ein 1040 m hoher und zum Teil schneebedeckter Berg in der antarktischen Ross Dependency. Er ragt als nördlichster Gipfel des Gebirgszugs entlang der Ostflanke des Erickson-Gletschers unmittelbar an dessen Einmündung in das Ross-Schelfeis auf.
Entdeckt und fotografiert wurde der Berg während der United States Antarctic Service Expedition (1939–1941) bei einem Überflug zwischen dem 29. Februar und dem 1. März 1940. Das Advisory Committee on Antarctic Names benannte ihn 1962 nach dem Bauarbeiter Paul V. O’Leary von den Reservestreitkräften der United States Navy in Antarktika, der durch das versehentliche Trinken von Methanol bei einer Feier am 28. November 1959 ums Leben gekommen war.